# Катастрофа Ан-74ТК-300 под Пхонсаваном
Катастрофа Ан-74ТК-300 под Пхонсаваном — авиационная катастрофа, произошедшая в субботу 17 мая 2014 года в районе города Пхонсаван (провинция Сиангкхуанг) с Ан-74ТК-300 правительства Лаоса, при этом погибли 16 из 17 человек на борту.

## Самолёт
Ан-74ТК-300 с заводским номером 36547098982 и серийным 19-08 был выпущен Харьковским авиационным заводом в 2009 году и 17 сентября совершил свой первый полёт. Самолёт был продан правительству Лаоса, где получил бортовой номер RDPL-34020 и с 24 октября 2009 года начал эксплуатироваться.

## Крушение
17 мая 2014 года 17 человек, в том числе министры обороны и общественной безопасности с супругами, мэр Вьентьяна, заместитель руководителя канцелярии правительства, заместитель министра культуры и ряд других представителей руководства страны, вылетели на борту военного самолёта Ан-74ТК-300 Д ВВС ЛНДР из аэропорта Ваттай во Вьентьяне и направились в провинцию Сиангкхуанг для участия в праздновании юбилея второй дивизии Народной армии Лаоса.
С 6:15 до 07:00 по местному времени при заходе на посадку самолёт следовал на слишком малой высоте — 1,500 до 2,000 метров, и выпущенное шасси задело деревья перед посадочной полосой Сиенгхуанг, что вызвало крушение. Пассажирский салон самолета сильно пострадал от пожара: центральная часть фюзеляжа выгорела полностью, кабина пилотов и отломившаяся при ударе хвостовая часть фюзеляжа вместе с хвостовым оперением почти не пострадали. В связи с катастрофой были отменены все торжественные мероприятия к 55-летию второй дивизии, в том числе военный парад.

## Жертвы и выжившие
Постоянный секретарь министерства обороны Таиланда Нипат Тонглек заявил, что, по полученной информации, находившиеся на борту пятеро человек, включая министра обороны, погибли. Позже в эфире государственного телеканала Лаоса было зачитано официальное заявление государственного новостного агентства КПЛ, согласно которому в катастрофе погибли семнадцать человек — 11 пассажиров и 6 членов экипажа, а трое выжили. Среди погибших — вице-премьер и министр обороны ЛНДР генерал-лейтенант Дуангчай Пхичит, его супруга подполковник Тханда Пхичит, министр общественной безопасности ЛНДР Тхонгбан Сенгапхон, мэр Вьентьяна Сукан Махалат, член секретариата ЦК Народно-революционной партии Лаоса и руководитель отдела пропаганды и воспитания ЦК партии Чыанг Сомбункхан. В заявлении опровергается информация о гибели председателя Верховного народного собрания ЛНДР Пани Ятхоту, уже находившейся в провинции Сиангкхуанг. Среди выживших личный секретарь председателя парламента и два члена экипажа: бортпроводница и военный врач.

## Реакция
Китай:
- 18 мая член Государственного совета КНР, министр обороны Чан Ваньцюань посетил министерство обороны Лаоса для того, чтобы почтить память вице-премьера Лаоса, министра обороны Дуангчая Пхичита. По его словам, товарищ Пхичит «был одним из важных партийных, государственных и военных руководителей Лаоса и внёс важный вклад в революционное и строительное дело страны, в модернизацию национальной обороны и армии. Он был давним, близким и искренним другом китайского народа и армии, посвятил все свои силы содействию непрерывному развитию традиционных дружественных связей между двумя государствами и их ВС. Его кончина стала огромной потерей для лаосского народа и армии, для дела укрепления дружбы двух стран». Ваньцюань выразил свою скорбь по поводу гибели всех людей и соболезнования выжившим и членам семей погибших[15].
- 19 мая член Политбюро ЦК КПК, секретарь Политико-юридической комиссии ЦК КПК Мэн Цзяньчжу и министр общественной безопасности КНР Го Шэнкунь послали траурные телеграммы лаосской стороне в связи с гибелью Дуангчая Пхичита и министра общественной безопасности Тхонгбана Сенгафона, выразив их родственникам свои глубокие соболезнования. По их поручению заместитель министра общественной безопасности КНР Хуан Минь во главе делегации отправился в Лаос для участия в мероприятиях, посвященных памяти погибших[16].